# Oleg Moldovan
Oleg Moldovan (* 27. Oktober 1966 in Chișinău, Moldauische SSR) ist ein ehemaliger moldawischer Sportschütze.

## Erfolge
Oleg Moldovan, der für Dynamo Chișinău aktiv war, nahm an vier Olympischen Spielen teil. 1988 in Seoul belegte er, für die Sowjetunion startend, den 14. Platz im Wettbewerb auf die Laufende Scheibe über 50 m. Seine zweite Teilnahme, die erstmals für Moldawien bei den Olympischen Spielen 1996 in Atlanta erfolgte, schloss er auf die Laufende Scheibe über 10 m auf Rang neun ab und verpasste so knapp das Finale. 2000 in Sydney qualifizierte er sich schließlich mit 580 Punkten für die Finalrunde, in der er weitere 101,0 Punkte erzielte. Mit insgesamt 681,0 Punkten musste er sich lediglich den um 0,1 Punkte besseren Yang Ling geschlagen geben und erhielt somit die Silbermedaille. Bei seinen vierten und letzten Olympischen Spielen 2004 in Athen, bei denen er bei der Eröffnungsfeier Fahnenträger der moldawischen Delegation war, erreichte er wie schon 1988 den 14. Platz.